# Unterwasserroboter

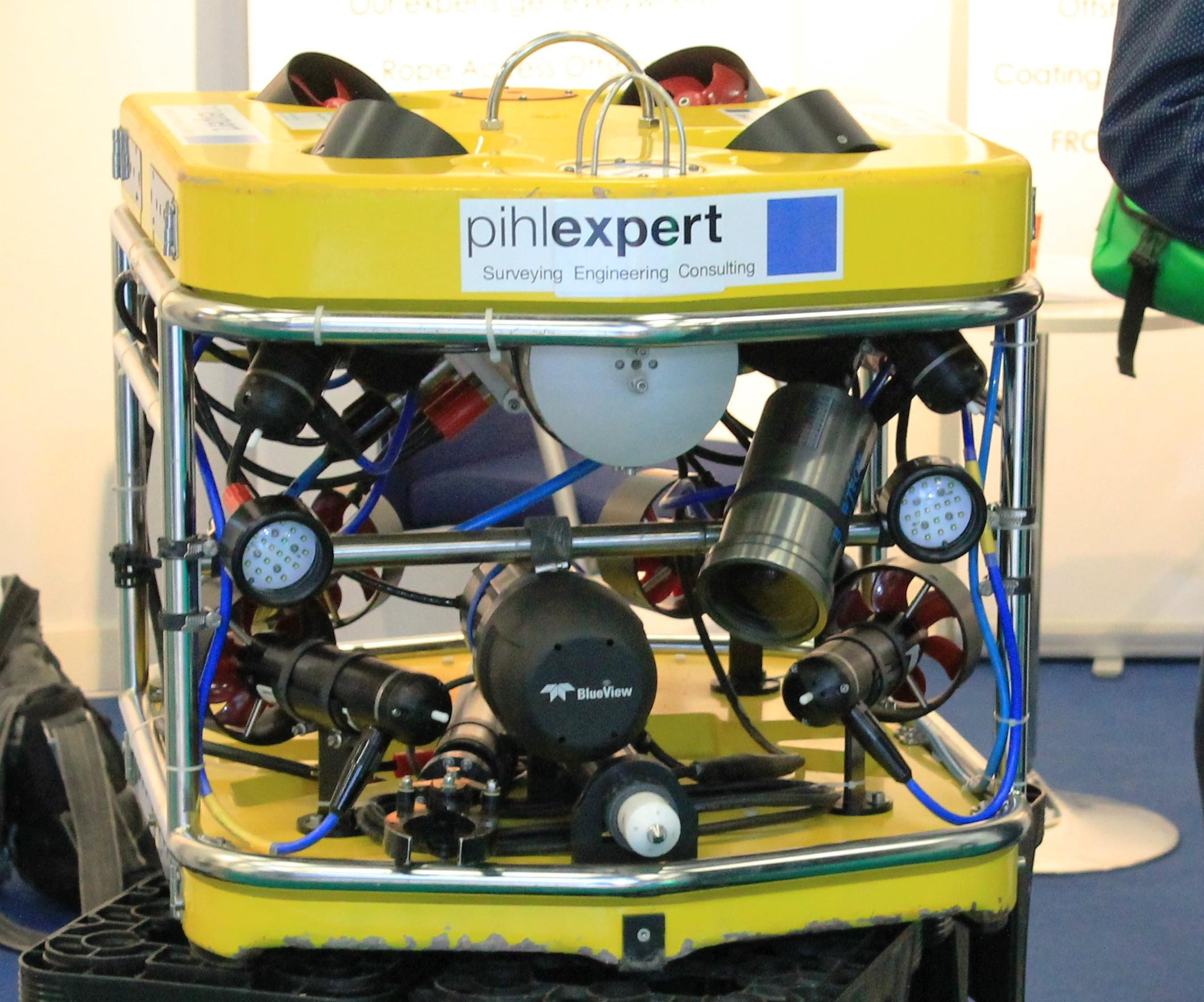
Unterwasserroboter Panther XTP auf der Windmesse in Hamburg

Unterwasserroboter (Abkürzung UWR, englisch underwater robot) sind kleine, kabel-ferngesteuerte Roboter für Forschungs-, Such- & Bergungsarbeiten unter Wasser.
Im weiteren Sinn gehören UWRs zur Familie der unbemannten Unterwasserfahrzeuge oder UUVs (von englisch unmanned underwater vehicles). UUV ist dabei der Überbegriff für alle unbemannten Tauchfahrzeuge und Roboter, die unter Wasser arbeiten; diese gliedern sich in diese zwei Gruppen:
- autonome Unterwasserfahrzeuge oder AUVs
- ferngesteuerte Unterwasserfahrzeuge oder ROVs (eigentlich ROUVs)

UWRs sind zwar wie ROVs mit Kabelverbindung zur Energie- und Informationsübertragung an die Wasseroberfläche verbunden und werden von dort aus ferngesteuert, sind aber wesentlich einfacher aufgebaut: Im Gegensatz zu den ROVs, die sich eigenständig fortbewegen und bis in große Tiefen zum Einsatz kommen können, verfügen UWRs über keine eigenen Antriebe zur Fortbewegung und sind daher in diesem Sinne nicht als „Unterwasserfahrzeuge“ einzustufen; sie werden lediglich senkrecht an Kabeln in Tiefen bis zu 100 Meter in das Wasser herabgelassen, um dort gezielt Objekte erforschen und bergen zu können. Diese mit Greifer ausgestatteten Systeme sind durch Akkubetrieb sehr beweglich einzusetzen und selbst gegenüber kleinen ROVs extrem kostengünstig. Ihre Stärke liegt im geringen Eigengewicht bei verhältnismäßig enormer Hubkraft und sehr flexibler Einsatzmöglichkeit.

## Aufbau
Viele UWR sind tragbare Geräte mit einem Gewicht von lediglich 15 bis 20 Kilogramm, die von einer einzelnen Person bedient werden können. Sie bestehen häufig aus einer Unterwassereinheit mit hoch auflösender Videokamera und beweglichem Greifer, diese sind per Kabel mit einer Bedieneinheit und den Akkus verbunden.
Die Bedieneinheit verfügt über einen Monitor und meist auch über einen Digital Video Recorder (DVR) zum Speichern der Video-Aufnahmen sowie Bedienschaltern zum Steuern der Kamera, der Beleuchtung und des Greifers. Durch ein stromsparendes LC-Display und die LED-Beleuchtung können einige UWR bis zu 8 Stunden lang mit einer Batterieladung betrieben werden.

### Soft Robots
Teilautonome bionische „Soft Robots“ können sogar dem immensen Druck an der tiefsten Stelle des Ozeans im Marianengraben standhalten: Um die entsprechende Belastung der elektronischen Bauteile in fast 11.000 Metern Tiefe zu reduzieren, verteilten die chinesischen Ingenieure sie eingebettet in dessen weichen Silikonkörper. Die Unterwasserroboter beinhalten künstliche Muskeln und Flügel aus biegsamen Materialien und könnten für die Erforschung der Tiefsee und Umweltüberwachung eingesetzt werden.

## Funktion
Grundsätzlich kann mit einem UWR die Unterwasserwelt mittels der zum Teil auch dreh- oder zoombaren Kamera erkundet werden. Mit verschiedenen Greifertypen können auf dem Grund liegende oder auch tief im Schlamm eingesunkene Objekte bis ein Meter Breite erfasst und aus Tiefen bis zu 100 Metern geborgen werden. Damit ist es möglich, deutlich länger, risikoloser und effektiver unter Wasser tätig zu sein, als es Tauchenden möglich wäre. Gegenüber kleinen ROVs, die lediglich sehr geringe Hubkraft haben, können mit UWR Objekte mit einem Gewicht von bis zu 150 Kilogramm gehoben werden. Durch eine an der Rückseite angebrachte Stabilisierungsflosse können UWR unter Wasser geschleppt werden und halten auch eine stabile Lage in fließenden Gewässern. Durch die Verwendung eines gitterförmigen Greifkorbes ist es sogar möglich, UWR zum Krabben-Fang einzusetzen.

## Anwendung (Übersicht)
Für Unterwasserroboter bestehen viele Einsatzmöglichkeiten:
- Zur Beseitigung von Hindernissen unter Wasser
- Zur Erkundung, Dokumentation und Bergung bei der Unterwasserarchäologie oder Schatzsuche[3]
- Im Gewässerschutz zur Kontrolle und zum Entfernen von Abfällen
- In Häfen und auf Booten, um ins Wasser gefallene Gegenstände oder Personen zu bergen
- In Industrie-Kläranlagen und Kühltürmen sowie in kleinen Schächten
- Zur Inspektion und Reinigung von Becken in Groß-Aquarien
- Bei der Kampfmittelbeseitigung unter Wasser, zum Aufspüren und Bergen von Blindgängern, Munition und Ähnlichem
- In der Krabbenfischerei
- Zur Meeresbodenuntersuchung mit Robotik
- Bei Polizei und Rettungsdienst zum Bergen von Beweisstücken und Ertrunkenen
- In für Tauchende gefährlichen Bereichen bzw. un- bzw. schlecht zugänglichen Tiefen